# Flaveria angustifolia
Flaveria angustifolia là một loài thực vật có hoa trong họ Cúc. Loài này được (Cav.) Pers. mô tả khoa học đầu tiên năm 1807.